# مارينكو ماغدا
مارينكو ماغدا هو مجرم صربي، ولد في 30 نوفمبر 1963 في سوبتيتسا في صربيا.